# Franz Schiewer
Franz Schiewer (Forst, 15 de noviembre de 1990) es un deportista alemán que compitió en ciclismo en las modalidades de pista y ruta. Ganó una medalla de oro en el Campeonato Europeo de Ciclismo en Pista de 2017, en la prueba de medio fondo.

## Medallero internacional
| Campeonato Europeo | Campeonato Europeo | Campeonato Europeo | Campeonato Europeo |
| Año                | Lugar              | Medalla            | Competición        |
| ------------------ | ------------------ | ------------------ | ------------------ |
| 2017               | Berlín (Alemania)  | Medalla de oro     | Medio fondo        |

## Palmarés
2009
- Tour de Berlín